# Parabourletiella mahafalensis
 (août 2019).
Genre
Espèce
Parabourletiella mahafalensis, unique représentant du genre Parabourletiella, est une espèce de collemboles de la famille des Bourletiellidae.

## Distribution
Cette espèce est endémique de Madagascar.

## Étymologie
Son nom d'espèce, composé de mahafal[a] et du suffixe latin -ensis, « qui vit dans, qui habite », lui a été donné en référence au lieu de sa découverte, le plateau Mahafaly.

## Publication originale
- Betsch, 1975 : Étude des Collemboles de Madagascar, IV. - Deux nouveaux genres de Symphypléones à dimorphisme sexuel important : Parabourletiella et Richardsitas. Revue d'Écologie et de Biologie du Sol, vol. 12, no 2, p. 477-485.